# Arreglo de partidos
En los deportes organizados, el arreglo, amaño o de partidos o fraude deportivo, es el acto de jugar un partido o intervenir en el desarrollo de una prueba deportiva con la intención de lograr un resultado predeterminado, violando las reglas del juego y, a menudo, la ley. La CONMEBOL define el amaño de partidos como cualquier influencia o alteración intencional, directa o indirectamente (a través o en conjunto con terceros), por un acto u omisión, del curso, resultado de un partido o competición, con el propósito de obtener ganancias financieras, ventajas deportivas o cualquier otra.
Hay muchas razones por las que se pueden producir amaños de partidos, como recibir sobornos de corredores de apuestas o apostadores deportivos, o chantajes. Los competidores también pueden tener un mal desempeño intencional para obtener una ventaja futura, como una mejor selección en procesos de draft o para enfrentarse a un oponente más fácil en una ronda posterior de una competición. Un jugador también podría jugar mal para manipular un sistema de hándicap.
El amaño de partidos, cuando está motivado por juegos de apuestas, requiere contactos (y normalmente transferencias de dinero) entre apostadores, jugadores, dirigentes y/o árbitros. Estos contactos y transferencias a veces pueden descubrirse y dar lugar a un enjuiciamiento por parte de la ley o de la(s) liga(s) deportiva(s). Por el contrario, perder para obtener más adelante una ventaja es algo interno del equipo y muy difícil de probar. A menudo, se citan las sustituciones hechas por un entrenador diseñadas para aumentar deliberadamente las posibilidades de perder del equipo  como el factor principal en los casos en que esto se ha alegado (haciendo que los jugadores clave se queden fuera usando lesiones mínimas o difícilmente verificables como excusa, en lugar de ordenar a los jugadores que realmente están en el campo que intencionalmente se empleen con un rendimiento inferior al habitual).
Según Sportradar, una empresa que monitorea la integridad de los eventos deportivos en nombre de las federaciones deportivas, hasta el uno por ciento de los partidos que monitorean muestran patrones de apuestas sospechosas que pueden ser indicativos de amaño de partidos.

## Motivaciones y causas
Algunas de las principales motivaciones detrás del amaño de partidos son las apuestas y la obtención de alguna ventaja futura para el equipo. Según el periodista de investigación Declan Hill, esta actividad también se ha relacionado con casos de corrupción, violencia y evasión de impuestos. En Europa del Este, el crimen organizado está relacionado con los juegos de azar ilegales y el amaño de las puntuaciones. En Rusia, se sabe de personas que han desaparecido o han sido asesinadas después de actuar contra el soborno en el deporte.

### Acuerdos con apostadores
Puede haber ganancias económicas a través de acuerdos con los apostadores. Un caso en ese sentido fue el escándalo de los Black Sox de 1919, en el que varios miembros de los Medias Blancas de Chicago de la MLB conspiraron con jugadores para arreglar la Serie Mundial de ese año para obtener ganancias monetarias.
Uno de los ejemplos más conocidos de arreglo de carreras relacionado con el juego (en los deportes de motor) es el Gran Premio de Trípoli de 1933, en el que el número ganador de la lotería se determinaba por el número del automóvil ganador de la carrera. El titular de un boleto tenía el número que pertenecía a Achille Varzi, lo contactó y acordó compartir el premio en caso de que ganara. Varzi contactó a otros conductores que acordaron compartir el dinero si perdían deliberadamente. A pesar de un mal comienzo, Varzi ganó la carrera después de que sus oponentes tuvieran un rendimiento inferior deliberado durante toda la carrera.

### Mejores posibilidades de playoffs
Muchos deportes tienen torneos donde el resultado de una ronda determina a su oponente en la próxima ronda. Como resultado, al perder un partido, un equipo puede enfrentarse a un oponente más fácil en la siguiente ronda, lo que aumenta las probabilidades de ganar.
La NBA es la única de las cuatro principales ligas deportivas profesionales de los Estados Unidos y Canadá en la que la ventaja de local en los playoffs se basa estrictamente en el récord de la temporada regular, sin introducir reordenaciones del cuadro posteriores. Los seis mejores equipos obtienen un puesto automático en los playoffs, mientras que los equipos del séptimo al décimo compiten por los dos últimos puestos del cuadro en un "torneo de entrada" (denominada play-in).
Un ejemplo más reciente se produjo en la competición de hockey sobre hielo de los Juegos Olímpicos de Invierno de 2006. En el Grupo B, Suecia se enfrentaría a Eslovaquia en el último partido del grupo para ambos equipos. El entrenador de Suecia, Bengt-Åke Gustafsson, comentó públicamente la posibilidad de perder ante Eslovaquia, sabiendo que si su equipo ganaba, su oponente en los cuartos de final sería Canadá, medallistas de oro en 2002, o la República Checa, medallistas de oro en 1998. La señal más obvia de  la renuncia deliberada a ganar se dio cuando Suecia tuvo superioridad numérica de cinco contra tres, con cinco estrellas de la NHL (Peter Forsberg, Mats Sundin, Daniel Alfredsson, Nicklas Lidström y Fredrik Modin) en cancha, y no llegó a disparar a puerta. Si buscaba perder, Gustafsson cumplió su deseo; y Suecia se enfrentaría a un oponente en cuartos de final más asequible, la selección de Suiza. Canadá perdería ante Rusia en cuartos de final en el grupo opuesto, mientras que Suecia ganó la medalla de oro, tras derrotar a los checos en las semifinales.
La Copa Tigre de 1998, un torneo internacional de fútbol disputado por países del sudeste asiático, vio un ejemplo de dos equipos que intentaban perder un partido. El torneo fue organizado por Vietnam, con los ocho países compitiendo divididos en dos grupos de cuatro. Los dos primeros de cada grupo avanzaban a las semifinales y los ganadores jugaban contra los subcampeones del otro grupo. En el primer grupo, Singapur terminó en el primer lugar, con Vietnam en la segunda posición; esto significaba que los ganadores del segundo grupo tendrían que viajar a Hanói para jugar contra la nación anfitriona en el estadio nacional en su día nacional, mientras que los subcampeones se enfrentarían a Singapur en Ciudad Ho Chi Minh, donde se jugaría el último partido del grupo. Como los dos equipos involucrados, Tailandia e Indonesia, ya se habían clasificado para las semifinales, a ambos equipos les interesaba perder el partido y terminar en segundo lugar. A medida que avanzaba el juego, ninguno de los dos equipos parecía particularmente preocupado por anotar, mientras que la defensa era indiferente. Cuando el partido entró en el tiempo de descuento, el defensa indonesio Mursyid Effendi anotó intencionalmente un autogol, superando los esfuerzos de varios jugadores tailandeses y del portero para detenerlo. Ambos equipos fueron multados con 40.000 dólares por "violar el espíritu del juego" y Effendi fue expulsado del fútbol internacional de por vida.
Durante los Juegos Olímpicos de Verano de 2012 se vieron dos ejemplos de este tipo:
- Miembros de cuatro equipos de bádminton de China, Indonesia y Corea del Sur fueron expulsados del torneo de dobles femenino por perder partidos intencionadamente para permitir mejores emparejamientos en las etapas eliminatorias de la competición.[13][14] En lo que la BBC llamó una "noche de vergüenza", los jugadores cometieron errores simples durante el partido, a pesar de los abucheos y burlas de la multitud, y de las advertencias de los árbitros del partido y del torneo para que cesaran y desistieran. La Federación Mundial de Bádminton halló a las cuatro parejas culpables de "no esforzarse debidamente para ganar un partido" y de "comportarse de una manera claramente abusiva o perjudicial para el deporte".[15]

- En el torneo de fútbol femenino, Japón jugó intencionadamente a empatar con Sudáfrica en Cardiff, lo que le permitió terminar segundo en su grupo para no tener que viajar a Glasgow, a más de 300 millas de distancia, para la primera ronda de los octavos de final. En cambio, Japón permaneció en Cardiff y derrotó a Brasil en los cuartos de final camino al partido por la medalla de oro.[16]

Por otro lado, la práctica de los entrenadores en un equipo que se dirige a los playoffs o a una final, de enviar deliberadamente al banquillo a los mejores jugadores de un equipo para algunos o todos los partidos finales de la temporada regular a menudo se defiende como una medida de sentido común para evitar riesgos innecesarios de lesiones, expulsiones y cansancio a los jugadores estrella del equipo.
Por ejemplo, durante la Eurocopa 2004, la República Checa dio descanso a casi todos sus titulares de los dos primeros partidos de la fase de grupos para el último partido de la fase de grupos contra Alemania. Dado que los checos ya se habían asegurado el primer lugar del grupo, se consideró que esta decisión tenía el potencial de permitirle a Alemania disponer de más posibilidades de obtener la victoria que necesitaba para proseguir en el torneo, a expensas del ganador del partido entre Holanda y Letonia. Dio la casualidad de que la decisión de los checos de alinear un equipo "más débil" no importó, ya que los checos ganaron el partido de todos modos y los alemanes quedaron eliminados.

### Mejor posición en drafts
La mayoría de las ligas deportivas de primer nivel en América del Norte y Australia realizan drafts para asignar jugadores jóvenes a los equipos de la liga. El orden en que los equipos seleccionan a los jugadores es a menudo el inverso de su clasificación en la temporada anterior. Como resultado, un equipo puede tener un incentivo significativo para perder partidos con el fin de asegurar una selección más alta en el próximo draft de la liga, y varias ligas han cambiado sus reglas de draft para eliminar (o al menos limitar) los incentivos potenciales para dejarse perder.
Entre 1966 y 1984, la NBA lanzó una moneda al aire entre los equipos con los peores resultados en cada una de las dos conferencias de la liga para determinar el destinatario de la primera selección. En la temporada 1983-84, varios equipos fueron acusados de perder juegos deliberadamente en un intento por obtener una posición superior en el draft de 1984, que produciría cuatro jugadores que con el paso del tiempo llegaron a ser miembros del Salón de la Fama. Como resultado de estos hechos, la NBA estableció un sorteo antes del draft de 1985, involucrando a todos los equipos que no llegaron a los playoffs en la temporada anterior. Este sistema de lotería impidió que los equipos recibieron puestos fijos en el draft en función de su posición en la temporada, sistema que la liga esperaba que disuadiera a los equipos de perder deliberadamente.
La Australian Football League (AFL), principal competición del fútbol australiano, ha utilizado un sistema de selecciones de draft prioritarias desde 1993, con equipos de bajo rendimiento que reciben selecciones adicionales al comienzo del draft o cerca de él. Antes de 2012, un equipo recibía automáticamente una selección prioritaria si su historial de victorias y derrotas cumplía con los criterios de elegibilidad predefinidos. Sin embargo, este sistema dio lugar a acusaciones de desplome deliberado en los resultados por parte de varios clubes, sobre todo por parte de Melbourne en 2009 (el club fue declarado inocente, pero el entrenador jefe y el gerente general fueron declarados culpables de cargos relacionados). Desde 2012, las selecciones prioritarias se otorgan a discreción de la Comisión AFL, el órgano rector tanto de la AFL como del deporte en general.

### Amaño de partidos por parte de árbitros
Además del amaño de partidos que cometen jugadores, entrenadores y/o dirigentes, no es extraño que árbitros corruptos manipulen los resultados. Desde 2004, han estallado distintos escándalos en destacadas ligas deportivas de Portugal, Alemania, Brasil y Estados Unidos, todos los cuales se referían a árbitros que amañaban partidos para apostadores. 
El 2 de diciembre de 1896, el ex alguacil del Viejo Oeste, Wyatt Earp, arbitró el combate de boxeo entre Fitzsimmons y Sharkey, promocionado como el Campeonato Mundial del Peso Pesado. Earp fue elegido árbitro por la Asociación Atlética Nacional la tarde del combate, después de que ambos preparadores se negaran a ponerse de acuerdo sobre una elección. En el octavo asalto de una pelea dominada por Fitzsimmons, Sharkey cayó repentinamente, agarrándose la ingle y gritando que había recibido un golpe bajo. El árbitro Earp consultó con ambas esquinas durante unos segundos antes de descalificar a Fitzsimmons por cometer una violación del reglamento que prácticamente nadie vio. Fitzsimmons acudió a los tribunales para intentar evitar que Sharkey se llevara el triunfo, pero la corte dictaminó que el combate fue ilegal, y que en consecuencia no tenía jurisdicción sobre el caso.
Ocho años después, B. Brookes Lee fue arrestado en Portland, Oregón. Lo habían acusado de tratar a Sharkey para que pareciera que Fitzsimmons le había propinado un golpe bajo. Lee dijo: "Realicé los arreglos necesarios para que Sharkey hiciera como que había recibido un golpe bajo. ¿Cómo? Bueno, eso es algo que no me interesa revelar, pero afirmaré que se hizo, eso es suficiente. No hay duda de que Fitzsimmons tenía derecho a impugnar la decisión, y no cometió ninguna irregularidad contra Sharkey. Obtuve 1000 dólares por mi participación en el asunto".

### Arreglos de empates o marcadores determinados
El amaño de partidos no implica necesariamente perder a propósito un partido. Ocasionalmente, los equipos han sido acusados de jugar deliberadamente para conseguir un empate o un marcador determinado cuando esto asegura algún beneficio mutuo (por ejemplo, ambos equipos avanzan a la siguiente etapa de una competición). Uno de los primeros ejemplos de este tipo de amaño de partidos en la era moderna ocurrió en 1898, cuando el Stoke City y el Burnley empataron intencionalmente en el partido final de la liguilla clasificatoria de ese año (en la que intervenían todos contra todos los dos primeros equipos de segunda división y los dos últimos de primera), para asegurarse que ambos estuvieran en Primera División al año siguiente. En respuesta, la English Football League amplió las divisiones a 18 equipos ese año, lo que permitió que los equipos damnificados por el amaño (Newcastle United y Blackburn Rovers) permanecieran en la Primera División. El sistema de partidos de prueba fue abandonado y reemplazado por el de descenso automático.
Un ejemplo más reciente ocurrió en la Copa Mundial de la FIFA de 1982, cuando Alemania Occidental se enfrentó a Austria en el último partido del grupo B. Una victoria de Alemania Occidental por 1 o 2 goles daría como resultado que ambos equipos avanzaran; cualquier otro marcador dejaría a uno de ellos fuera (y avanzaría en su lugar Argelia, que acababa de vencer a Chile). Alemania Occidental atacó con fuerza y anotó en el minuto 10. Tras eso, los jugadores procedieron a patear el balón sin rumbo fijo durante el resto del partido. Los seguidores argelinos estaban tan enojados que agitaron billetes de banco mostrándoselos a los jugadores, los aficionados españoles gritaban coros despectivos contra ambos equipos, mientras que un aficionado alemán quemó su bandera. En la segunda mitad, el comentarista de ARD, Eberhard Stanjek, se negó a hacer más comentarios sobre el juego, mientras que el comentarista de la televisión austriaca, Robert Seeger, aconsejó a los espectadores que apagaran sus televisores. Como resultado, la FIFA cambió su programación de torneos para las siguientes Copas del Mundo para que los últimos dos partidos de cada grupo se jugaran simultáneamente.
Otro ejemplo tuvo lugar el penúltimo fin de semana de la temporada 1992-1993 de la Serie A italiana. El AC Milan entró en su partido ante el Brescia necesitando solo un punto para asegurar el título por delante de sus rivales del otro lado de la ciudad, el Inter, mientras que el Brescia creía que un punto sería suficiente para evitar el descenso. En una retrospectiva de 2004 sobre los "partidos más dudosos" en la historia del fútbol, dos periodistas británicos dijeron sobre el partido: "Durante más de 80 minutos, los dos equipos se involucraron en un vergonzoso juego del gato y el ratón, en el que el gato parecía haberse dormido y el ratón estaba tomando tranquilizantes". El Milan anotó en el minuto 82, pero el Brescia "misteriosamente se encontró con una gran ocasión" y empató dos minutos después. El empate 1-1 le dio al Milan su título, pero al final no ayudó al Brescia; otros resultados obraron en su contra y terminó descendiendo de todas maneras.

### Derrota intencional para perjudicar a un tercero
Un equipo puede perder deliberadamente un partido, dando una victoria al equipo contrario, con el objeto de dañar a otro rival. Un ejemplo de esto ocurrió en Sevilla durante la Liga 1999-2000. El Sevilla FC ocupaba la última plaza y ya oficialmente descendía. En su trigésimo quinto partido de la temporada (de un total de 38), el Sevilla se enfrentó al Real Oviedo de Asturias, que luchaba por eludir el descenso. Una victoria del Oviedo pondría al tradicional rival del Sevilla, el Real Betis, en zona de descenso. El Sevilla mostró un evidente desinterés por disputar el partido, mientras que su afición mostró su apoyo al Oviedo y expresó su preocupación por las ocasiones de gol falladas por el conjunto asturiano. El Oviedo derrotó al Sevilla 3-2, lo que contribuyó finalmente al descenso del Betis. Doce años después, el exportero del Sevilla Frode Olsen admitió que el equipo había perdido intencionadamente para hacer descender al Betis.
De manera similar, un equipo de la Liga Nacional de Fútbol Americano (NFL) también ha sido acusado de perder su último partido de la temporada regular en un intento de mantener a un rival fuera de los playoffs. Los San Francisco 49ers, que ya se habían asegurado un lugar en los playoffs, perdieron su final de temporada regular en 1988 ante Los Angeles Rams, dejando así fuera de la postemporada a los New York Giants (que habían derrotado a los 49ers en los playoffs en 1985 y 1986, además de lesionar al quarterback de los 49ers Joe Montana en el último juego). Tras el partido, el quarterback de los Giants, Phil Simms, acusó airadamente a los 49ers de "acostarse como perros".

### Abuso de las reglas de desempate
En varias ocasiones, el uso creativo de las reglas de desempate supuestamente ha llevado a algunos equipos a jugar a propósito en un nivel menor.
En la Eurocopa de 2004 se produjo un conocido ejemplo. A diferencia de la FIFA, la UEFA tiene en cuenta el resultado del partido entre los dos equipos empatados (o en un empate a tres bandas, los registros generales de los partidos jugados solo con los equipos en cuestión) antes de la diferencia de goles al clasificar equipos empatados con la misma puntuación. Surgió una situación en el Grupo C en el que Suecia y Dinamarca obtuvieron un empate 2-2, un marcador lo suficientemente alto como para eliminar a Italia (que tenía empates con menor número de goles con los suecos y los daneses), independientemente del resultado de Italia con la ya eliminada Bulgaria. Aunque Italia venció a Bulgaria por solo un gol para terminar empatando con Suecia y Dinamarca con cinco puntos (e hipotéticamente, también habría sido eliminada usando el desempate de la FIFA), algunos seguidores italianos sostuvieron amargamente que el desempate de la FIFA habría motivado a su equipo a jugar con más interés y disuadió a sus rivales escandinavos, en su opinión, de jugar el partido al menos a medias después de que el marcador se pusiera 2-2. La misma situación le sucedió a Italia en 2012, lo que generó muchas quejas previas al partido por parte de Italia, a quienes muchos comentaristas sugirieron que tenían razón al mostrarse preocupada debido a su amplia experiencia en este tipo de situaciones. Sin embargo, España-Croacia terminó con una victoria de España por 1-0 y los italianos siguieron adelante.
El criterio de desempate de la FIFA, o cualquier criterio basado en la diferencia de goles, también puede causar problemas. Ha habido incidentes (especialmente en baloncesto) en los que los jugadores de un equipo favorito ganaron el partido, pero se aseguraron deliberadamente de no superar una determinada diferencia de puntos. Por el contrario, hay casos en los que un equipo no solo perdió (lo que podría ser honesto) sino que perdió por una gran diferencia, tal vez para asegurarse de que se cubriera un margen de puntos o para otorgar algún favor no relacionado con el juego al vencedor. Quizás el supuesto ejemplo más famoso fue el partido entre Argentina y Perú en la Copa Mundial de la FIFA de 1978. Argentina necesitaba una victoria por cuatro goles sobre Perú para avanzar sobre Brasil, un gran margen en este nivel de competición, pero Argentina ganó 6-0. Se habló mucho sobre una posible colusión política, que el portero peruano había nacido en Argentina y que Perú dependía de los envíos de grano argentinos, pero nunca se probó nada.
Aunque el ya nombrado partido Dinamarca-Suecia llevó a que la UEFA adoptará la fórmula de desempate de la FIFA para futuros torneos, no está claro si esto resuelve el problema. El partido Argentina-Perú muestra un posible abuso del criterio de desempate de la FIFA. Los defensores del desempate de la UEFA argumentan que reduce el valor de las palizas, ya sea el resultado de un equipo mucho más fuerte que sube el marcador o de un equipo ya eliminado que permite una cantidad inusualmente alta de goles. Quizás el incidente más infame ocurrió en diciembre de 1983 en el partido de clasificación para la Eurocopa entre España y Malta, cuando España, que necesitaba ganar por once goles para clasificarse a la Eurocopa de 1984 por delante de Países Bajos, derrotó a Malta por 12-1 con nueve goles convertidos en la segunda mitad.

### Reparto de premios
Un jugador puede dejarse perder entendiendo que el oponente compartirá el premio por igual con su oponente. Dependiendo del juego, esto puede conducir a la descalificación.

### Como acción de protesta
En ocasiones, los equipos se desinhiben deliberadamente del juego como protesta contra acontecimientos de partidos anteriores. El encuentro de fútbol profesional más desigual de la historia, el AS Adema 149 - 0 SO de l'Emyrne ocurrido en el Campeonato malgache de fútbol de 2002, tuvo tal abultado marcador como resultado de que el SO l'Emyrne perdiera intencionalmente el partido en protesta por la actuación del árbitro en un partido anterior.

### Rendimiento individual en deportes colectivos
Los corredores de apuestas de principios del siglo XXI aceptan apuestas en una gama mucho más amplia de propuestas relacionadas con los deportes que nunca antes. Por lo tanto, una solución motivada por el juego podría no implicar necesariamente ningún intento directo de influir en el resultado absoluto, especialmente en los deportes de equipo en los que tal solución requeriría la cooperación (y, como requisito previo, el conocimiento) de muchas personas y/o tal vez sería más probable que despierte sospechas. 
De manera similar, en 2010, los jugadores de críquet paquistaníes fueron acusados de cometer penalizaciones específicas sin pelota en beneficio de los apostadores. El escándalo se centró en tres jugadores paquistaníes que aceptaron sobornos de un corredor de apuestas, Mazhar Majeed, durante el partido de prueba del Lord's Cricket Ground entre Pakistán e Inglaterra. Tras investigaciones de News of the World y la Scotland Yard, el 1 de noviembre de 2011, Majeed, el capitán de Pakistán Salman Butt, Mohammad Asif y Mohammad Amir fueron declarados culpables de conspiración para hacer trampa en juegos de azar y aceptar pagos corruptos.
Como resultado, los tres jugadores fueron inhabilitados por el Consejo Internacional de Críquet: Butt por diez años, Asif por siete y Amir por cinco. El 3 de noviembre de 2011, se dictaron penas de prisión de 30 meses para Butt, un año para Asif, seis meses para Amir y dos años y ocho meses para Majeed.

## Métodos
Según el periodista de investigación Declan Hill, es habitual que los sobornadores recurran a exjugadores porque atraen menos la atención. La mayoría de las veces, sin embargo, los jugadores corruptos no quieren que todos sus compañeros de equipo participen en el amaño, en parte porque no quieren repartir el dinero. Hill alega haber estudiado 130 partidos en los que se confirmó que había manipulación y concluyó que en los partidos amañados, el número de goles marcados sube en los primeros diez minutos y baja en los últimos diez minutos. Este hallazgo es totalmente contrario a la sabiduría popular y a la idea de una avalancha de goles en el último minuto. Los jugadores y el árbitro intentarán organizarlos lo antes posible en el partido. Cuando se sobornaba a un árbitro para manipular un partido, la probabilidad de que se produjeran penaltis era el doble que cuando el partido se jugaba honestamente. Pero si se manipulaba a los jugadores, no se producía un aumento significativo del número de penaltis, goles en propia meta o tarjetas rojas. El estudio de Hill también demostró que, de media, se marca un 20% más de goles en los partidos amañados que en los honestos.
Wilson Raj Perumal, condenado por amaño de partidos, relató que solía hacerse pasar por periodista para acceder a los jugadores. Después abrió una empresa de promoción de eventos. Las federaciones facilitaban el trabajo de los agentes, proporcionándoles todos los contactos de jugadores y directivos.
Perumal prefería a los defensas y a los porteros. Pero favorecía a los árbitros porque consideraba que los jugadores eran inestables y, una vez empezado el partido, se dejaban llevar por la emoción y se olvidaban del acuerdo. Perumal declaró: “Algunos se presentan como patrocinadores, toman el control de un club, colocan a jugadores seleccionados en la alineación y dictan los resultados. Algunos les dan dinero a atletas profesionales para apostar y, cuando comienzan a perder, les sugieren amañar partidos como única forma de saldar la deuda. Otros simplemente se acercan a jugadores o árbitros, ganan su confianza y preguntan: ‘¿Quieres hacer negocios?’”

## Historia
Se ha encontrado evidencia de amaño de partidos a lo largo de la historia, y la historia de amaño de partidos está estrechamente relacionada con la historia de los juegos de azar ilegales.
Los Juegos Olímpicos antiguos se enfrentaban casi constantemente a acusaciones de atletas que aceptaban sobornos para perder una competición, y ciudades-estado que a menudo intentaban manipular el resultado con grandes cantidades de dinero. Estas actividades continuaron a pesar del juramento que cada atleta hacía para proteger la integridad de los eventos y el severo castigo que a veces se infligía a los que eran sorprendidos realizando amaños. Las carreras de carros también fueron perseguidas por el arreglo de carreras a lo largo de su historia.
A fines del siglo XIX, los juegos de azar eran ilegales en la mayoría de las jurisdicciones, pero eso no detuvo su práctica generalizada. El boxeo pronto se convirtió en una plaga de luchadores que "se zambullían", probablemente debido a que el boxeo es un deporte que involucra a competidores individuales, lo que hace que sus combates sean mucho más fáciles de arreglar sin que los atrapen. El béisbol también se vio afectado por el amaño de partidos a pesar de los esfuerzos de la Liga Nacional para que se dejara de apostar con sus partidos. Las cosas finalmente llegaron a un punto crítico en 1919, cuando ocho miembros de los Medias Blancas de Chicago amañaron la Serie Mundial (véase Escándalo de los Medias Negras). En un esfuerzo por restaurar la confianza, la Liga Mayor de Béisbol estableció la oficina del Comisionado de Béisbol, y uno de los primeros actos del recién nombrado Comisionado, Kenesaw Mountain Landis, fue vetar de por vida a todos los jugadores involucrados.
En la década de 1990, el amaño de partidos en Asia era especialmente común. En Malasia, las autoridades sugirieron que el 70 % de los partidos de fútbol estaban siendo manipulados, y los escándalos de corrupción en China provocaron que los apostadores optaran por apostar en partidos en el extranjero.

## Protección contra la manipulación
Al examinar los montos de las apuestas previas a un partido, a veces es posible detectar que se haya producido algún tipo de arreglo. También es posible detectar la manipulación de partidos en curso al observar los mercados de apuestas durante el juego. Varias federaciones han empleado servicios que proporcionan este tipo de sistemas para detectar la manipulación de partidos. Antes de la temporada 2016 de la MLB, la Major League Baseball (MLB) contrató a Genius Sports, una empresa de tecnología deportiva especializada en integridad, para monitorizar los patrones de apuestas en todos sus partidos. Además, Interpol hace un seguimiento y publica los principales avances en el descubrimiento del amaño de partidos y de la corrupción en los deportes en todo el mundo.
Además, varias federaciones realizan recorridos de integridad, en los que jugadores y federativos participan en talleres educativos sobre cómo funcionan los amaños de partidos y cómo prevenirlos.